# Герб Іркутської області

Герб Іркутської області

Герб Іркутської області є символом Іркутської області, прийнято 16 липня 1997 року.

## Опис
Герб Іркутської області являє собою зображення щита з зображенням бабра. Геральдичний опис герба говорить: «У срібному полі чорний бабр з червленими очима, що тримає в пащі червленого соболя».
Геральдичні кольори герба означають:
- срібний колір — правдивість, безвинність, чистоту;
- чорний колір — розсудливість, смиренність, сум;
- червоний колір — хоробрість, мужність, безстрашність.

Зображення герба і його опис зберігаються в обласному краєзнавчому музеї й доступні для всезагального ознайомлення.